# Vallecillo (Honduras)
Vallecillo est une municipalité du Honduras, située dans le département de Francisco Morazán. Fondée en 1986, elle comprend 5 villages et 39 hameaux.

## Source de la traduction
- (en) Cet article est partiellement ou en totalité issu de l’article de Wikipédia en anglais intitulé « Vallecillo, Honduras » (voir la liste des auteurs).